# Catocala polygama
Catocala polygama är en fjärilsart som beskrevs av Achille Guenée 1852. Catocala polygama ingår i släktet Catocala och familjen nattflyn. Inga underarter finns listade i Catalogue of Life.

## Bildgalleri

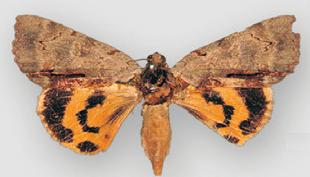